# 크누트 1세 (스웨덴)

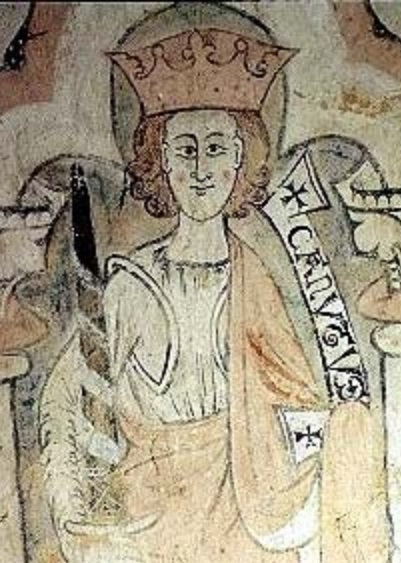
크누트 1세

크누트 1세(스웨덴어: Knut I, 1150년 이전 ~ 1195년 또는 1196년) 또는 크누트 에릭손(스웨덴어: Knut Eriksson, 고대 노르드어: Knútr Eiríksson)은 스웨덴의 국왕(재위: 1172년 또는 1173년 ~ 1195년)이다. 에리크가 출신이다.

## 생애
에리크 9세와 그의 아내인 크리스티나 비에른스도테르(Kristina Björnsdotter)의 아들로 태어났다. 1160년 에리크 9세 국왕이 웁살라에서 피살된 이후에는 3년 동안 노르웨이에서 망명 생활을 했다.
1167년 4월 12일 스베르케르가(Sverker) 출신인 칼 7세 국왕이 피살되면서 스웨덴으로 귀환했다. 칼 7세가 피살된 이후에 크누트 1세는 1169년부터 스베르케르가의 콜(Kol), 부리슬레브(Burislev) 형제를 상대로 전쟁을 벌였다. 1173년 크누트 1세가 스베르케르가의 콜, 부리슬레브 형제를 물리치면서 통일된 스웨덴의 국왕이 되었다.
1187년에는 이교를 숭배하고 있던 발트해 연안 국가들의 침공에 대비하기 위해 스톡홀름에 요새를 건설했다. 1196년에 사망했으며 그의 왕위는 스베르케르가 출신의 스베르케르 2세가 승계받았다.
그의 아내가 누구인지는 알려져 있지 않지만 세실리아 요한스도테르(Cecilia Johansdotter)로 추정된다. 슬하에 4명의 아들, 1명의 딸을 두었으며 그의 아들 가운데 하나인 에리크(Erik)는 스웨덴의 에리크 10세 국왕으로 즉위했다.
| 전임 칼 7세 | 스웨덴의 국왕 1172년 또는 1173년 ~ 1195년 | 후임 스베르케르 2세 |